# Čierna mláka
Čierna mláka je potok na horní Oravě, v západní části okresu Tvrdošín. Je to pravostranný přítok Podbielskeho Cickova, měří 1,6 km a je tokem V. řádu.

## Pramen
Pramení v Oravské Maguře, v podcelku Budín, na severoseverovýchodním svahu Príporu (1 105,8 m n. m.) v nadmořské výšce přibližně 1 085 m n. m.

## Popis toku
V pramenné oblasti teče směrem na jihovýchod přes lokalitu Čierna mláka, pak se stáčí na východ a z levé strany přibírá dva přítoky z jižních svahů Šubovky (1 127,5 m n. m.). Do Podbielskeho Cickova se vlévá v neobydlené oblasti na katastrálním území obce Podbiel v nadmořské výšce cca 739 m n. m.